# Kvalspelet till Europamästerskapet i fotboll 1968 (grupp 5)
Kvalspelet till Europamästerskapet i fotboll 1968 (grupp 5) spelades mellan den 7 september 1966 och 29 oktober 1967

## Tabell
| Nr | Lag ( )       | S | V | O | F | GM | IM | MS  | P |
| -- | ------------- | - | - | - | - | -- | -- | --- | - |
| 1  | Ungern        | 6 | 4 | 1 | 1 | 15 | 5  | +10 | 9 |
| 2  | Östtyskland   | 6 | 3 | 1 | 2 | 10 | 10 | 0   | 7 |
| 3  | Nederländerna | 6 | 2 | 1 | 3 | 11 | 11 | 0   | 5 |
| 4  | Danmark       | 6 | 1 | 1 | 4 | 6  | 16 | −10 | 3 |

## Matcher
|             | 7 september 1966 | Nederländerna                   | 2 – 2           | Ungern                              | Feijenoordstadion | |
| 20:30 UTC+1 | 20:30 UTC+1      | Miel Pijs 35′ Johan Cruijff 54′ | (1 – 0) Rapport | 70′ Dezső Molnár 86′ Kálmán Mészöly | Rotterdam Publik: 65 000<refname="Rsssf">{{Webbref\|url=http://www.rsssf.com/tables/68e-full.html%7Ctitel=EuropeanChampionship1 968(Details)\|hämtdatum=7juli2 017\|utgivare=Rsssf}}</ref> Domare: Birger Nilsen (Norge) | Rotterdam Publik: 65 000<refname="Rsssf">{{Webbref\|url=http://www.rsssf.com/tables/68e-full.html%7Ctitel=EuropeanChampionship1 968(Details)\|hämtdatum=7juli2 017\|utgivare=Rsssf}}</ref> Domare: Birger Nilsen (Norge) |
| 20:30 UTC+1 | 20:30 UTC+1      |                                 |                 |                                     | Rotterdam Publik: 65 000<refname="Rsssf">{{Webbref\|url=http://www.rsssf.com/tables/68e-full.html%7Ctitel=EuropeanChampionship1 968(Details)\|hämtdatum=7juli2 017\|utgivare=Rsssf}}</ref> Domare: Birger Nilsen (Norge) | Rotterdam Publik: 65 000<refname="Rsssf">{{Webbref\|url=http://www.rsssf.com/tables/68e-full.html%7Ctitel=EuropeanChampionship1 968(Details)\|hämtdatum=7juli2 017\|utgivare=Rsssf}}</ref> Domare: Birger Nilsen (Norge) |
| 20:30 UTC+1 | 20:30 UTC+1      |                                 |                 |                                     | Rotterdam Publik: 65 000<refname="Rsssf">{{Webbref\|url=http://www.rsssf.com/tables/68e-full.html%7Ctitel=EuropeanChampionship1 968(Details)\|hämtdatum=7juli2 017\|utgivare=Rsssf}}</ref> Domare: Birger Nilsen (Norge) | Rotterdam Publik: 65 000<refname="Rsssf">{{Webbref\|url=http://www.rsssf.com/tables/68e-full.html%7Ctitel=EuropeanChampionship1 968(Details)\|hämtdatum=7juli2 017\|utgivare=Rsssf}}</ref> Domare: Birger Nilsen (Norge) |

|             | 21 september 1966 | Ungern                                                                                            | 6 – 0           | Danmark | Ferenc Puskás-stadion                                                         |                                                                               |
| 18:30 UTC+1 | 18:30 UTC+1       | Flórián Albert 1′, 30′ Kálmán Mészöly 9′ (str.) Ferenc Bene 14′ János Farkas 36′ Zoltán Varga 83′ | (5 – 0) Rapport |         | Budapest Publik: 30 000<refname="Rsssf"/> Domare: Petros Tzouvaras (Grekland) | Budapest Publik: 30 000<refname="Rsssf"/> Domare: Petros Tzouvaras (Grekland) |
| 18:30 UTC+1 | 18:30 UTC+1       |                                                                                                   |                 |         | Budapest Publik: 30 000<refname="Rsssf"/> Domare: Petros Tzouvaras (Grekland) | Budapest Publik: 30 000<refname="Rsssf"/> Domare: Petros Tzouvaras (Grekland) |
| 18:30 UTC+1 | 18:30 UTC+1       |                                                                                                   |                 |         | Budapest Publik: 30 000<refname="Rsssf"/> Domare: Petros Tzouvaras (Grekland) | Budapest Publik: 30 000<refname="Rsssf"/> Domare: Petros Tzouvaras (Grekland) |

|             | 30 november 1966 | Nederländerna                             | 2 – 0   | Danmark | Feijenoordstadion                                                                      |                                                                                        |
| 20:30 UTC+1 | 20:30 UTC+1      | Sjaak Swart 58′ Willy van der Kuijlen 73′ | Rapport |         | Rotterdam Publik: 30 000<refname="Rsssf"/> Domare: Anibal Da Silva Oliveira (Portugal) | Rotterdam Publik: 30 000<refname="Rsssf"/> Domare: Anibal Da Silva Oliveira (Portugal) |
| 20:30 UTC+1 | 20:30 UTC+1      |                                           |         |         | Rotterdam Publik: 30 000<refname="Rsssf"/> Domare: Anibal Da Silva Oliveira (Portugal) | Rotterdam Publik: 30 000<refname="Rsssf"/> Domare: Anibal Da Silva Oliveira (Portugal) |
| 20:30 UTC+1 | 20:30 UTC+1      |                                           |         |         | Rotterdam Publik: 30 000<refname="Rsssf"/> Domare: Anibal Da Silva Oliveira (Portugal) | Rotterdam Publik: 30 000<refname="Rsssf"/> Domare: Anibal Da Silva Oliveira (Portugal) |

|             | 5 april 1967 | Östtyskland                                      | 4 – 3           | Nederländerna                       | Zentralstadion                                                             |                                                                            |
| 17:00 UTC+1 | 17:00 UTC+1  | Eberhard Vogel 50′ Henning Frenzel 62′, 78′, 85′ | (0 – 2) Rapport | 10′ Jan Mulder 12′, 65′ Piet Keizer | Leipzig Publik: 40 000<refname="Rsssf"/> Domare: Savar Sigurdsson (Island) | Leipzig Publik: 40 000<refname="Rsssf"/> Domare: Savar Sigurdsson (Island) |
| 17:00 UTC+1 | 17:00 UTC+1  |                                                  |                 |                                     | Leipzig Publik: 40 000<refname="Rsssf"/> Domare: Savar Sigurdsson (Island) | Leipzig Publik: 40 000<refname="Rsssf"/> Domare: Savar Sigurdsson (Island) |
| 17:00 UTC+1 | 17:00 UTC+1  |                                                  |                 |                                     | Leipzig Publik: 40 000<refname="Rsssf"/> Domare: Savar Sigurdsson (Island) | Leipzig Publik: 40 000<refname="Rsssf"/> Domare: Savar Sigurdsson (Island) |

|             | 10 maj 1967 | Ungern                                    | 2 – 1           | Nederländerna    | Ferenc Puskás-stadion                                                     |                                                                           |
| 19:15 UTC+1 | 19:15 UTC+1 | Kálmán Mészöly 8′ (str.) János Farkas 30′ | (2 – 0) Rapport | 63′ Wim Suurbier | Budapest Publik: 30 000<refname="Rsssf"/> Domare: Franz Mayer (Österrike) | Budapest Publik: 30 000<refname="Rsssf"/> Domare: Franz Mayer (Österrike) |
| 19:15 UTC+1 | 19:15 UTC+1 |                                           |                 |                  | Budapest Publik: 30 000<refname="Rsssf"/> Domare: Franz Mayer (Österrike) | Budapest Publik: 30 000<refname="Rsssf"/> Domare: Franz Mayer (Österrike) |
| 19:15 UTC+1 | 19:15 UTC+1 |                                           |                 |                  | Budapest Publik: 30 000<refname="Rsssf"/> Domare: Franz Mayer (Österrike) | Budapest Publik: 30 000<refname="Rsssf"/> Domare: Franz Mayer (Österrike) |

|             | 24 maj 1967 | Danmark | 0 – 2           | Ungern                             | Idrætsparken                                                                |                                                                             |
| 19:00 UTC+1 | 19:00 UTC+1 |         | (0 – 1) Rapport | 30′ Flórián Albert 70′ Ferenc Bene | Köpenhamn Publik: 35 000<refname="Rsssf"/> Domare: William John Gow (Wales) | Köpenhamn Publik: 35 000<refname="Rsssf"/> Domare: William John Gow (Wales) |
| 19:00 UTC+1 | 19:00 UTC+1 |         |                 |                                    | Köpenhamn Publik: 35 000<refname="Rsssf"/> Domare: William John Gow (Wales) | Köpenhamn Publik: 35 000<refname="Rsssf"/> Domare: William John Gow (Wales) |
| 19:00 UTC+1 | 19:00 UTC+1 |         |                 |                                    | Köpenhamn Publik: 35 000<refname="Rsssf"/> Domare: William John Gow (Wales) | Köpenhamn Publik: 35 000<refname="Rsssf"/> Domare: William John Gow (Wales) |

|             | 4 juni 1967 | Danmark                   | 1 – 1           | Östtyskland     | Idrætsparken                                                               |                                                                            |
| 13:30 UTC+1 | 13:30 UTC+1 | Kresten Bjerre 65′ (str.) | (0 – 1) Rapport | 5′ Wolfram Löwe | Köpenhamn Publik: 30 000<refname="Rsssf"/> Domare: Joseph Hannet (Belgien) | Köpenhamn Publik: 30 000<refname="Rsssf"/> Domare: Joseph Hannet (Belgien) |
| 13:30 UTC+1 | 13:30 UTC+1 |                           |                 |                 | Köpenhamn Publik: 30 000<refname="Rsssf"/> Domare: Joseph Hannet (Belgien) | Köpenhamn Publik: 30 000<refname="Rsssf"/> Domare: Joseph Hannet (Belgien) |
| 13:30 UTC+1 | 13:30 UTC+1 |                           |                 |                 | Köpenhamn Publik: 30 000<refname="Rsssf"/> Domare: Joseph Hannet (Belgien) | Köpenhamn Publik: 30 000<refname="Rsssf"/> Domare: Joseph Hannet (Belgien) |

|             | 13 september 1967 | Nederländerna    | 1 – 0           | Östtyskland | Olympiastadion                                                                |                                                                               |
| 20:15 UTC+1 | 20:15 UTC+1       | Johan Cruijff 2′ | (1 – 0) Rapport |             | Amsterdam Publik: 42 000<refname="Rsssf"/> Domare: Thomas Wharton (Skottland) | Amsterdam Publik: 42 000<refname="Rsssf"/> Domare: Thomas Wharton (Skottland) |
| 20:15 UTC+1 | 20:15 UTC+1       |                  |                 |             | Amsterdam Publik: 42 000<refname="Rsssf"/> Domare: Thomas Wharton (Skottland) | Amsterdam Publik: 42 000<refname="Rsssf"/> Domare: Thomas Wharton (Skottland) |
| 20:15 UTC+1 | 20:15 UTC+1       |                  |                 |             | Amsterdam Publik: 42 000<refname="Rsssf"/> Domare: Thomas Wharton (Skottland) | Amsterdam Publik: 42 000<refname="Rsssf"/> Domare: Thomas Wharton (Skottland) |

|             | 27 september 1967 | Ungern                    | 3 – 1           | Östtyskland         | Ferenc Puskás-stadion                                                             |                                                                                   |
| 18:00 UTC+1 | 18:00 UTC+1       | János Farkas 9′, 48′, 50′ | (1 – 0) Rapport | 58′ Henning Frenzel | Budapest Publik: 70 000<refname="Rsssf"/> Domare: Tofik Bakhramov (Sovjetunionen) | Budapest Publik: 70 000<refname="Rsssf"/> Domare: Tofik Bakhramov (Sovjetunionen) |
| 18:00 UTC+1 | 18:00 UTC+1       |                           |                 |                     | Budapest Publik: 70 000<refname="Rsssf"/> Domare: Tofik Bakhramov (Sovjetunionen) | Budapest Publik: 70 000<refname="Rsssf"/> Domare: Tofik Bakhramov (Sovjetunionen) |
| 18:00 UTC+1 | 18:00 UTC+1       |                           |                 |                     | Budapest Publik: 70 000<refname="Rsssf"/> Domare: Tofik Bakhramov (Sovjetunionen) | Budapest Publik: 70 000<refname="Rsssf"/> Domare: Tofik Bakhramov (Sovjetunionen) |

|             | 4 oktober 1967 | Danmark                                            | 3 – 2           | Nederländerna                     | Idrætsparken                                                                        |                                                                                     |
| 19:00 UTC+1 | 19:00 UTC+1    | Kresten Bjerre 43′ (str.), 74′ Tom Søndergaard 54′ | (1 – 0) Rapport | 74′ Wim Suurbier 76′ Rinus Israël | Köpenhamn Publik: 34 000<refname="Rsssf"/> Domare: Malcolm Hall Wright (Nordirland) | Köpenhamn Publik: 34 000<refname="Rsssf"/> Domare: Malcolm Hall Wright (Nordirland) |
| 19:00 UTC+1 | 19:00 UTC+1    |                                                    |                 |                                   | Köpenhamn Publik: 34 000<refname="Rsssf"/> Domare: Malcolm Hall Wright (Nordirland) | Köpenhamn Publik: 34 000<refname="Rsssf"/> Domare: Malcolm Hall Wright (Nordirland) |
| 19:00 UTC+1 | 19:00 UTC+1    |                                                    |                 |                                   | Köpenhamn Publik: 34 000<refname="Rsssf"/> Domare: Malcolm Hall Wright (Nordirland) | Köpenhamn Publik: 34 000<refname="Rsssf"/> Domare: Malcolm Hall Wright (Nordirland) |

|             | 11 oktober 1967 | Östtyskland                                       | 3 – 2           | Danmark                               | Zentralstadion                                                            |                                                                           |
| 17:00 UTC+1 | 17:00 UTC+1     | Gerhard Körner 35′ (str.) Herbert Pankau 59′, 73′ | (1 – 2) Rapport | 25′ Erik Dyreborg 38′ Tom Søndergaard | Leipzig Publik: 25 000<refname="Rsssf"/> Domare: Ryszard Banasiuk (Polen) | Leipzig Publik: 25 000<refname="Rsssf"/> Domare: Ryszard Banasiuk (Polen) |
| 17:00 UTC+1 | 17:00 UTC+1     |                                                   |                 |                                       | Leipzig Publik: 25 000<refname="Rsssf"/> Domare: Ryszard Banasiuk (Polen) | Leipzig Publik: 25 000<refname="Rsssf"/> Domare: Ryszard Banasiuk (Polen) |
| 17:00 UTC+1 | 17:00 UTC+1     |                                                   |                 |                                       | Leipzig Publik: 25 000<refname="Rsssf"/> Domare: Ryszard Banasiuk (Polen) | Leipzig Publik: 25 000<refname="Rsssf"/> Domare: Ryszard Banasiuk (Polen) |

|             | 22 oktober 1967 | Östtyskland         | 1 – 0           | Ungern | Zentralstadion                                                             |                                                                            |
| 14:00 UTC+1 | 14:00 UTC+1     | Henning Frenzel 51′ | (0 – 0) Rapport |        | Leipzig Publik: 55 000<refname="Rsssf"/> Domare: Robert Héliès (Frankrike) | Leipzig Publik: 55 000<refname="Rsssf"/> Domare: Robert Héliès (Frankrike) |
| 14:00 UTC+1 | 14:00 UTC+1     |                     |                 |        | Leipzig Publik: 55 000<refname="Rsssf"/> Domare: Robert Héliès (Frankrike) | Leipzig Publik: 55 000<refname="Rsssf"/> Domare: Robert Héliès (Frankrike) |
| 14:00 UTC+1 | 14:00 UTC+1     |                     |                 |        | Leipzig Publik: 55 000<refname="Rsssf"/> Domare: Robert Héliès (Frankrike) | Leipzig Publik: 55 000<refname="Rsssf"/> Domare: Robert Héliès (Frankrike) |